# Thesea talismani
Thesea talismani är en korallart som beskrevs av Manfred Grasshoff 1986. Thesea talismani ingår i släktet Thesea och familjen Plexauridae. Inga underarter finns listade i Catalogue of Life.